# Antoine Gombaud
Antoine Gombaud (* 1607 im Angoumois; † 29. Dezember 1684 im Poitou), genannt Chevalier de Méré war ein französischer Schriftsteller, Edelmann und Spieler.

## Leben und Doktrin
Antoine Gombaud stammte aus einer Adelsfamilie des Poitou und besuchte das Jesuitenkolleg in Poitiers. Er legte sich den Namen „chevalier de Méré“ zu (nach dem Ort Méré) und verkehrte in den literarischen Salons der Madame de Rambouillet und der Madame de Sablé. 1660 zog er sich auf seine Güter zurück und veröffentlichte von 1669 bis 1677 eine Reihe überwiegend dialogisch gehaltener Schriften, in denen er das gesellschaftliche Ideal des Honnête homme ausformulierte, dem Nicolas Faret 1630 eine erste Publikation gewidmet hatte.
Der Honnête homme (Ehrenmann, Gentleman) hält sich von allem Extremen fern und besetzt die goldene Mitte. Er übt sich in vornehmer Zurückhaltung, ist allgemein gebildet, vermeidet aber jede Spezialisierung und will nirgends Fachmann („Fachidiot“) sein. In der Beherrschung der Sprache strebt er Allgemeinverständlichkeit und Sittsamkeit an und meidet alle Randzonen der Sprache einschließlich des Fachvokabulars, das ihn zum Pedanten (pédant, später: cuistre) abstempeln würde. Philosophisch übt er sich in skeptischer Gelassenheit nach dem Vorbild von Montaigne. Ästhetisch verkörpert er den (schwer zu definierenden) Geschmack (goût). Moralisch vertritt er ein Ideal der klugen Anpassung, fern von jeglichem Einzelgängertum.
Mit Méré wird die mathematische Berechnung von Glücksspielen verbunden. Nach ihm wurde das De-Méré-Paradoxon benannt. 1654 wandte er sich an Blaise Pascal, weil er mit seinen Glücksspielen keinen Erfolg mehr hatte. Mit Hilfe von Pierre de Fermat wurden die Gewinnchancen zweier Würfelspiele genau ermittelt.

## Veröffentlichungen
- Discours de la conversation. 1677.
- Les Conversations du chevalier de Méré avec le maréchal de Clérambault. Stock, Paris 1929.
- Charles-Henri Boudhors (Hrsg.): Oeuvres complètes. 3 Bände, Roches, Paris 1930.
- Oeuvres complètes du Chevalier de Méré. Text vorbereitet und herausgegeben von Charles-Henri Boudhors, mit einem Vorwort von Patrick Dandrey, Klincksieck, Paris 2008, ISBN 978-2-252-03563-4.

### Handbuchliteratur
- Winfried Engler: Méré, Antoine Gombaud, chevalier de. In: Lexikon der französischen Literatur. Alfred Kröner Verlag, Stuttgart 1974, S. 616 f. (Leseprobe, Textarchiv – Internet Archive).
- Robert Horville: Le XVIIe Siècle. Les ambiguïtés du baroque et du classicisme. In: Histoire de la littérature française, hrsg. von Henri Mitterand, Paris 1988, S. 287.
- Jürgen von Stackelberg: Kleines Lexikon vergessener Autoren des 17. Jahrhunderts (Frankreich). Romanistischer Verlag, Bonn 2014, S. 66 f.
- Alain Viala: Méré, Antoine Gombaud, chevalier de. In: Jean-Pierre de Beaumarchais, Daniel Couty, Alain Rey (Hrsg.): Dictionnaire des littératures de langue française. Band: G–O. Bordas, Paris 1984, S. 1473.